# 1990 (альбом)
1990 — шостий студійний альбом українського співака Макса Барських, випущений 9 жовтня 2020 року на лейблі Best Music. Альбом завершує альбомну трилогію, до якої входять альбоми: «Туманы» та «7».
За словами Макса, назва релізу приурочено до його року народження і самі пісні створені в стилі 80-х і 90-х.

## Історія
Спочатку альбом складався з 11 треків, але пізніше в нього був доданий дует з Мішею Романової.[джерело?]
Концертна презентація альбому була заявлена на 12 грудня 2020 року. Місцем її проведення був обраний бар «Memo Dine&Bar», проте після виступу Макса концертне приміщення було тимчасово закрито у зв'язку з порушеннями заходів профілактики COVID-19 і роботою в нічний час. 
Перед виходом альбому Макс Барських опублікував на своїй сторінці в Instagram уривки пісень та обкладинку альбому .

### Сингли
22 листопада 2019 року відбувся реліз пісні «Лей, не шкодуй», випущеної в якості першого синглу з альбому.   У той же день було випущено mood-відео, а офіційний відеокліп вийшов 7 лютого 2020 року.  Режисером обох відеоробіт став  Алан Бадоєв.[джерело?]
28 лютого 2020 року відбувся реліз другого синглу з альбому, «Небо ллє дощем» . Разом з піснею було випущено mood-відео режисером якого став знову Алан Бадоєв.
8 березня 2020 року до дня народження Макса Барських відбувся реліз пісні «Двоє», що вийшла як третій сингл з альбому .  Пісня була написана  українською мовою.
15 травня 2020 року відбувся реліз четвертого синглу «По секрету» .  Також в той самий день вийшов кліп, режисером став Алан Бадоєв .

## Список композицій
| За даними Apple Music. | За даними Apple Music.                        | За даними Apple Music. |
| #                      | Назва                                         | Тривалість             |
| ---------------------- | --------------------------------------------- | ---------------------- |
| 1.                     | «Армаггедон»                                  | 3:37                   |
| 2.                     | «Самолёт»                                     | 3:33                   |
| 3.                     | «По местам»                                   | 3:32                   |
| 4.                     | «Океаны»                                      | 3:46                   |
| 5.                     | «Лей, не жалей»                               | 3:30                   |
| 6.                     | «Небо льёт дождём»                            | 3:31                   |
| 7.                     | «Наивна»                                      | 3:27                   |
| 8.                     | «Пустые глаза»                                | 2:57                   |
| 9.                     | «По секрету»                                  | 3:21                   |
| 10.                    | «Всё проходит»                                | 3:13                   |
| 11.                    | «Двоє»                                        | 3:41                   |
| 12.                    | «Любовь, не умирай» (разом з Мішею Романовою) | 3:49                   |
| 41:57                  |                                               |                        |